# La Masquerade Infernale
La Masquerade Infernale är det norska black metal-bandet Arcturus andra studioalbum. Albumet utgavs 1997 av skivbolaget Music for Nations.

## Låtlista
1. "Master of Disguise" – 6:42
2. "Ad Astra" – 7:40
3. "The Chaos Path" – 5:33
4. "La Masquerade Infernale" – 2:00
5. "Alone" – 4:39
6. "The Throne of Tragedy" – 6:33
7. "Painting My Horror" – 5:59
8. "Of Nails and Sinners" – 6:06

Texten till "Alone" är från en dikt av Edgar Allan Poe. Texten til "The Throne of Tragedy" är baserad på "Tragediens Trone", en dikt av Jørn Henrik Sværen.

## Medverkande
Musiker (Arcturus-medlemmar)
- G. Wolf (Kristoffer Rygg) – sång, sampling, elektronik
- Knut Magne Valle – gitarr
- Steinar Sverd Johnsen – keyboard
- Hugh Stephen James Mingay – basgitarr
- Hellhammer (Jan Axel Blomberg) – trummor

Bidragande musiker
- Svein Haugen – ståbas
- Vegard Johnsen – violin
- Dorthe Dreier – viola
- Hans Josef Groh – cello
- Simen Hestnæs – sång, låtskrivning (spår 3), bakgrundssång (spår 1 & 7)
- Carl August Tidemann – sologitarr (spår 2 & 8)
- Idun Felberg – kornett (spår 2)
- Erik Olivier Lancelot – flöjt (spår 2)

Produktion
- Knut Magne Valle – producent
- G. Wolf – producent, mastring
- Pål Klåstad – ljudtekniker (stråkinstrument)
- Marius Bodin – ljudtekniker (trummor)
- Børge Finstad – ljudmix
- Gandalf Strype (Audun Strype) – mastring
- Subtopia – omslagsdesign
- Per Heimly – foto

### Fotnoter
1. ↑  La Masquerade Infernale på discogs.com